# Asura irregularis
Asura irregularis là một loài bướm đêm thuộc phân họ Arctiinae, họ Erebidae.